# Швец, Наталья Викторовна
Ната́лья Ви́кторовна Швец (родилась 28 марта 1979, Севастополь, Украинская ССР) — российская актриса театра и кино.

## Биография
Родилась 28 марта 1979 года. В 2000 году окончила Щукинское училище (курс А. К. Граве). С 2000 по 2001 год работала в театре «Модернъ». С 2006 года — в «Театре имени Чехова». Сотрудничает с «Театром имени Пушкина», «Театральным товариществом 814», «Центром драматургии и режиссуры под руководством А. Казанцева, М. Рощина», «ПЦ „Новый Глобус“», «Театром имен  Вахтангова», Театром «АпАРТе» и Ленкомом.
В 2010 году родила дочь Марфу. 11.09.2020 родила дочь Еву.

## Награды
- 2003 — Лауреат премии «Чайка» в номинации «Прорыв» за роль Тамары в спектакле «Демон».
- 2009 — Триумф

## Спектакли
- Откровенные полароидные снимки
- Демон
- И. О.
- Ромео и Джульетта
- Пластилин
- Дон Жуан и Сганарель
- Маша, Ирина, Ольга и др.
- Примадонны (К. Людвиг)
- Тартюф
- Мастер и Маргарита
- Крейцерова соната
- Дорогое сокровище
- Скамейка
- Собака на сене
- XX век Бал

## Фильмография
- 1998 — Рыбы / Mazal dagim
- 1999 — Иудейская вендетта
- 2000 — Маросейка, 12 — Дина
- 2001 — Ростов-папа — Тамара
- 2002 — Дневник убийцы — Настенька Ильина, старшая дочь Ивана Алексеевича
- 2003 — 2008 — Каменская 3-4-5 — Ирина
- 2003 — Моя Пречистенка — Лия
- 2003 — Превращение — Гретта, сестра
- 2004 — Прощальное эхо — Рита
- 2005 — Случайный взгляд
- 2006 — Девять месяцев — Света
- 2006 — Знаки любви — Маша
- 2006 — Неверность — Марина Викторовна
- 2006 — Погоня за ангелом — Марина
- 2007 — Морозов — Варя
- 2007 — Секунда до… — Валерия Сергеевна
- 2008 — Фото моей девушки — Маша, журналистка
- 2008 — Время радости — Светлана Флеминская
- 2008 — Преступная страсть — Анжелика Викторовна
- 2009 — Снежный человек — Люся
- 2010 — Крест в круге — Лика
- 2010 — Обратный путь — Татьяна Ледиева, фотохудожник
- 2010 — 2012 — Выхожу тебя искать — Ольга, жена Дениса
- 2010 — Блюз-кафе
- 2011 — О чём ещё говорят мужчины — Вика, любимая девушка Саши
- 2011 — Распутин — княгиня Ирина Юсупова
- 2014 — Бесы — Мария Игнатьевна Шатова
- 2015 — Скольжение — Юля, жена Пепла
- 2016 — Охота на дьявола — Софья Дубровина
- 2017 — Не вместе — Женя Вотинцева
- 2018 — Разлучница — Лиза
- 2018 — Тот, кто читает мысли (Менталист) — Ксения Гутина, бывшая жена убитого генерального директора компьютерной компании «Гутмар» Виталия Гутина
- 2018 — На краю — Ольга Грекова
- 2019 — Доктор Рихтер-3 — Тамара
- 2019 — А у нас во дворе... 2 — Алёна Генриховна Зарецкая
- 2019 — Думай позитивно (короткометражка) — Раиса
- 2019 — Когда позовёт смерть — Джулия Дюпре
- 2020 — Спутник — председатель комиссии
- 2021 — Порт
- 2022 — Там, где цветёт полынь — мать Ульяны
- 2022 — Многоэтажка — Вика, бывшая жена Антона
- 2022 — Кошка — Наташа